# آنترامین
آنترامین (به انگلیسی: Anthramine) با فرمول شیمیایی C۱۴H۱۱N یک ترکیب شیمیایی است. که جرم مولی آن ۳۳۲٫۲۵ g/mol می‌باشد.